# Hochzeit des Lichts
Hochzeit des Lichts (französisch Noces) ist eine 1938 erschienene Sammlung autobiographischer Essays des französischen Schriftstellers und Philosophen Albert Camus.
Die Textsammlung ist eng verknüpft mit der 1954 veröffentlichten Sammlung L’Été, die zwischen 1939 und 1953 entstandene Essays enthält. Spätere Neuauflagen fassen deshalb meist beide Bücher in einem zusammen.

## Inhalt
Die in der deutschen Erstausgabe von 1954 knapp 70 Seiten umfassende Sammlung enthält die vier lyrisch essayistischen Texte Hochzeit in Tipasa, Der Wind in Djémila, Sommer in Algier und Die Wüste. In allen Texten erzählt der junge Camus – er schrieb die Texte 1936–1937 mit ungefähr 23 Jahren – in beeindruckender Sprachgewalt seine persönlichen Impressionen am Rande der Wüste, wie es der deutsche Untertitel bereits anklingen lässt, und verbindet diese mit philosophischen Reflexionen.

### Hochzeit in Tipasa
Camus schildert hier einen Frühling in der algerischen Küstenstadt Tipasa. Mit einer sehr plastischen, lebendigen Sprache gelingt es ihm, den Überfluss an Sinneseindrücken, das Licht und die Farben, die Gerüche, Geräusche und das haptische Erleben einer überquellenden Natur einzufangen und dem Leser erfahrbar zu machen. Dabei interessiert er sich nicht für die isolierte Natur, sondern spürt dem Spannungsfeld zwischen Natur und erfahrendem, also interpretierendem Subjekt nach. Trotz des zuweilen schwärmerischen Tonfalls wird die Natur dabei jedoch nie bruchlos idealisiert oder personifiziert.

„Im Frühling wohnen in Tipasa die Götter. Sie reden durch die Sonne und durch den Duft der Wermutsträucher, durch den Silberküraß des Meeres, den grellblauen Himmel, die blumenübersäten Ruinen und die Lichtfülle des Steingetrümmers. Zu gewissen Stunden ist das Land schwarz vor lauter Sonne. Vergebens suchen die Augen mehr festzuhalten als die leuchtenden Farbtropfen, die an den Wimpern zittern. Der herbe Geruch der Kräuter kratzt in der Kehle und benimmt in der ungeheuren Hitze den Atem.“

Wie auch in den weiteren Texten verbindet Camus die sprachliche Darstellung seiner Impressionen mit der Auslotung ihres philosophischen Gehalts. Andeutungsweise finden sich hier bereits Ansätze einer existentialistischen Philosophie sowie ebenfalls Vorläufer seiner Philosophie des Absurden.

### Der Wind in Djémila
In Der Wind in Djémila beschreibt Camus einen Besuch in der antiken Ruinenstadt Djémila. Der Text kontrastiert den vorangestellten Essay über Tipasa. Thematisierte er dort noch ein überfließendes Leben, so widmet er sich nun dem Verfall und Tod. Deutlicher als in den übrigen Essays tritt hier die philosophische Reflexion in den Vordergrund, die Sprache wird nachdenklicher. Seine später in Der glückliche Tod ausgeführte Idee eines „bewussten Todes“ findet hier eine erste Formulierung, wenn er schreibt:

„Aber ich sehe Djemila und weiß: der einzige wahre Fortschritt der Kultur, den von Zeit zu Zeit ein Mensch für sich verwirklicht, besteht darin: bewußt zu sterben. [...] Bewußt sterben bedeutet: die Kluft zwischen uns und der Welt verringern und freudlos und im Bewußtsein, daß die Herrlichkeit dieser Welt für immer vorbei ist, das Ende auf sich nehmen.“

### Sommer in Algier
Hier schildert Camus das Leben in der Hauptstadt Algeriens, Algier, und versucht, ohne unreflektiert Leben und Lebensumstände zu identifizieren, den Auswirkungen der Umstände auf die Menschen und ihr Dasein auf die Spur zu kommen. Erneut ist die Lage am Mittelmeer nach Camus dabei zentral für ein Verständnis des dortigen Lebensgefühls. Sprachlich nähert sich dieser Text wieder dem ersten an, bleibt aber etwas nüchterner, essayistischer.

### Die Wüste
Im letzten Essay der Sammlung erzählt Camus episodenhaft Erinnerungen aus Italien, insbesondere Florenz. An einigen Stellen tritt dabei sehr deutlich die lebensbejahende und Freiheit fordernde Todes- und Schicksalsverachtung des jungen Camus hervor, der sich aber zugleich auch des darin zum Vorschein kommenden Absurden voll bewusst ist.

„Allein an der Säule war mir zumute wie einem, den man an der Kehle packt, und der mit einem letzten Schrei seinen Glauben bekennt. Alles in mir begehrte auf gegen eine solche Schicksalsergebenheit. 'Du musst', sagten die Inschriften. 'Nein', sagte ich, und mein Widerspruch hatte recht. [...] Die Grabtafeln lehrten mich, es wäre zwecklos [...]. Aber auch heute noch sehe ich nicht ein, was die Zwecklosigkeit meinem Widerspruch anhaben könnte; wohl aber fühle ich, um was sie ihn bereichert.“

## Ausgaben
- Hochzeit des Lichts. Impressionen am Rande der Wüste, aus dem Französischen von Peter Gan, Arche, Zürich 1954.
- Hochzeit des Lichts, aus dem Französischen von Peter Gan und Monique Lang, Arche Verlag, Hamburg – Zürich 2010. ISBN 978-3-7160-2634-2
- Hochzeit des Lichts, Erweiterte Neuausgabe, Arche Literatur Verlag, 2013. ISBN 978-3-7160-2706-6